# Логан (Њу Мексико)
Логан (енгл. Logan) град је у америчкој савезној држави Њу Мексико.

## Демографија
По попису из 2010. године број становника је 1.042, што је 52 (-4,8%) становника мање него 2000. године.
| Група             | 2000.       | 2010.       |
| Белци             | 853 (78,0%) | 828 (79,5%) |
| Афроамериканци    | 3 (0,3%)    | 4 (0,4%)    |
| Азијати           | 0 (0,0%)    | 2 (0,2%)    |
| Хиспаноамериканци | 223 (20,4%) | 194 (18,6%) |
| Укупно            | 1.094       | 1.042       |